# Campeonato Africano de Judo
El Campeonato Africano de Judo es la máxima competición de judo a nivel africano. Es organizado desde 1986 por la Unión Africana de Judo (AJU).

## Ediciones
| N.º    | Año  | Sede             | País            |
| ------ | ---- | ---------------- | --------------- |
| I      | 1986 | Casablanca       | Marruecos       |
| II     | 1989 | Abiyán           | Costa de Marfil |
| III    | 1990 | Argel            | Argelia         |
| IV     | 1991 | El Cairo         | Egipto          |
| V      | 1992 | Puerto Louis     | Mauricio        |
| VI     | 1994 | Túnez            | Túnez           |
| VII    | 1995 | Harare           | Zimbabue        |
| VIII   | 1996 | Sudáfrica        | Sudáfrica       |
| IX     | 1997 | Casablanca       | Marruecos       |
| X      | 1998 | Dakar            | Senegal         |
| XI     | 2000 | Argel            | Argelia         |
| XII    | 2001 | Trípoli          | Libia           |
| XIII   | 2002 | El Cairo         | Egipto          |
| XIV    | 2004 | Túnez            | Túnez           |
| XV     | 2005 | Puerto Elizabeth | Sudáfrica       |
| XVI    | 2006 | Puerto Louis     | Mauricio        |
| XVII   | 2008 | Agadir           | Marruecos       |
| XVIII  | 2009 | Puerto Louis     | Mauricio        |
| XIX    | 2010 | Yaundé           | Camerún         |
| XX     | 2011 | Dakar            | Senegal         |
| XXI    | 2012 | Agadir           | Marruecos       |
| XXII   | 2013 | Maputo           | Mozambique      |
| XXIII  | 2014 | Puerto Louis     | Mauricio        |
| XXIV   | 2015 | Libreville       | Gabón           |
| XXV    | 2016 | Túnez            | Túnez           |
| XXVI   | 2017 | Antananarivo     | Madagascar      |
| XXVII  | 2018 | Túnez            | Túnez           |
| XXVIII | 2019 | Ciudad del Cabo  | Sudáfrica       |
| XXIX   | 2020 | Antananarivo     | Madagascar      |
| XXX    | 2021 | Dakar            | Senegal         |
| XXXI   | 2022 | Orán             | Argelia         |
| XXXII  | 2023 | Casablanca       | Marruecos       |
| XXXIII | 2024 | El Cairo         | Egipto          |
| XXXIV  | 2025 | Abiyán           | Costa de Marfil |